# Ruginești, Vrancea
Ruginești este satul de reședință al comunei cu același nume din județul Vrancea, Moldova, România.

## Etimologie
Numele satului se trage de la Pătru Rugină, conducătorul unei obști de răzeși din Câmpuri. Este atestată vânzarea unei părți din fostul sat Soveja, de lângă Ruginești, pe la 1646, de către strănepoții acestuia.

## Vezi și
- Biserica de lemn din Ruginești

 Acest articol despre o localitate din județul Vrancea este deocamdată un ciot. Puteți ajuta Wikipedia prin completarea lui.